# Chlanidotella
Chlanidotella is een geslacht van weekdieren uit de klasse van de Gastropoda (slakken).

## Soort
- Chlanidotella modesta (Martens, 1885)